# Захарий Доспевски
 Тази статия е за живописеца.  За офицера вижте Захари Доспевски (офицер).  
Захарий Димитров Доспевски, известен като Захарий Самоковец, е български образописец от Възраждането, представител на Самоковската художествена школа, работил в Североизточна Македония.

## Биография
Роден е в 1834 година в Самоков. Син е на Димитър Зограф и племенник на Захарий Зограф. Учи при баща си заедно с братята си Иван, Никола и Станислав учи иконопис и чиракува.
През 1862 година, след смъртта на баща си, се заселва със семейството си в Щип. До 1876 година работи икони и стенописи в различни църкви в Североизточна Македония. Негови са иконите за иконостаса на църквата „Успение Богородично“ в Щип (1858 – 1861). Рисува икони за църквите „Свети Йоан Кръстител“ в Кратово, „Свети Прохор“ в Пчинския манастир, „Успение Богородично“ в село Пантелей, Кочанско. В 1873 година рисува икони за църквата „Свето Възнесение Господне“ в село Бели, Кочанско, а на следната 1874 година за „Свети Дух“ в село Нивичани, Кочанско.
Още за следните църкви и манастири е известно, че има икони и стенописи, зографисани от Захарий Доспевски:
- 1861 – църквата „Света Богородица“ в Бобошево, Кюстендилско (подпис: Захарий Димитриевич, 1861),[4]
- 1862 – църквата „Свети Никола“ в Самоков (подпис: писа Захария Д. 1862),[4]
- 1866 – 1868 – Лесновски манастир.[4]

След Априлското въстание бяга в Солун, където е заловен и съден за участие в освободителното движение и е заточен в Мала Азия. По пътя успява да избяга в Яфа и оттам в Йерусалим, където зографисва църквата на манастира „Свети Сава Освещени“ и рисува икони за някои йерусалимски манастири.
През 1882 година се завръща в България и се установява в Пловдив. Умира през 1889 година.
Негови ученици са Георги Клинков, Захарий Попрадойков, Миташ Попзахариев от Самоков и Коце Стоименов от Банско.